# Idolatrie
Idolatria este un termen folosit mai ales în religia creștină pentru a desemna cultul idolilor. cuvântul provine din traducerea în limba greacă a Vechiului Testament ("Septuaginta") și este conceput în mod peiorativ; denumirea se referă la cei care își arată adorarea ("latreia") pentru imaginile false, amăgitoare ("eidola"). În latină "eidola" corespunde termenului generic de "simulacra", dat umbrelor, imaginilor înșelătoare. 
În contextul Vechiului Testament termenul critică practica rituală a triburilor străine Israelului, în care sunt venerate imagini de cult fabricate din "materie moartă", care sunt din perspectiva Deuteronomului niște idoli găunoși, o falsificare a principiului divin, care este invizibil. Cea de-a doua poruncă a legilor date lui Moise este de aceea: "Să nu-ți faci chip cioplit, nici vreo înfățișare a lucrurilor cari sînt sus în ceruri, sau jos pe pămînt, sau în apele mai de jos de cît pămîntul" (Exod, 20,4). 
Apostolul Pavel reia acest topos în Întâia epistolă a lui Pavel către corinteni (10,14), atunci când îi îndeamnă pe credincioși să se ferească de ispită: "De aceea, prea iubiții mei, fugiți de închinarea la idoli". Împărtășirea este singura formă de jertfă posibilă în creștinism, jertfele aduse imaginilor îl dau pe om pradă demonilor Trupul viu al lui Hristos, prezent în euharistie, este singura imagine a lui Dumnezeu acceptată de către Pavel.
În timpul reformei acuzația formulată de Pavel împotriva cultelor păgâne devine actuală, ea se îndreaptă de această dată împotriva catolicilor, care celebrează conform lui Martin Luther un cult idolatru ("Götzendienst"). Acest cult jignește sentimentele religioase chiar dacă este dedicat imaginilor cu subiecte din Biblie. 
În critica fenomenelor mass-media Jean Baudrillard va folosi termenul de "simulacru" pentru a descrie acele manifestări mediale care anihilează relația între imagine și realitate, substituind raportul cu realitatea prin propria lor prezență: "L'image est son propre simulacre pur". Baudrillard consideră că în prezent s-a ajuns la o autoreferențialitate a imaginii, care este în principiu identică cu idolatria incriminată de scrierile primilor creștini, după părerea bizantinologului și teoreticianului mass-mediei Belting.